# Olav Tryggvasons saga
Olav Tryggvasons saga af Snorre Sturlason er fortællingen om kong Olav Tryggvason (ca. 968 – 1000), som var konge af Norge fra 995 efter et bondeoprør, der førte til, at ladejarlen Håkon Sigurdsson blev dræbt, og knap fem år senere til at Olav døde i et søslag i nærheden af Danmark. Sagaen er den næstmest omfattende af sagaerne i Snorres Heimskringla.

## Baggrund
Olav Tryggvason er den første af to store norske missionskonger ved navn Olav (den anden var Olav den hellige Tryggvasons gudsøn). Det billede, som tegnes af Tryggvason i sagalitteraturen, er præget af kristen ekstase, hvor alle gode egenskaber tillægges ham; som hærfører, som idrætsmand, som menneske og som kristen. Hvis hans gudsøn Olav ikke var blevet helgenerklæret, var Olav Tryggvasons ry nok blevet endnu større.
Til de kendte illustrationer i Snorres kongesagaer var det ikke tilfældigt, at kunstneren Erik Werenskiold gav kong Olav portrætlighed med sin nabo i Lysaker i Oslo, en anden stor norsk helt idrætsmanden og polarforskeren Fridtjof Nansen.
Ingen superlativer var for få i beskrivelsen af sagakongen: "Kort og strålende som en meteor er hans livs bane; som en vildfugl fra sydlige land, med større vingefang og mere lysende fjer end nogen i hjemmeflokken, kommer han ind i vor saga," skrev en historiker i begyndelsen af 1900-tallet.
Det glitrende og glamorøse billede af Olav Tryggvason skygger over to fakta: Olavs kristne missionsiver var præget af magtmisbrug, terror og tortur, som blev værre, jo længere nordpå i Norge han kom. Dertil er der meget lidt historisk viden om Olav Tryggvason.

## Snorre Sturlassons udgave
Olav Tryggvasons saga refererer først og fremmest til den syvende saga i Snorre Sturlasons kongesagaer, men Snorres saga er ikke den eneste fortælling om heltekongen. Snorre var den sidste af en lange række fortællere, og Snorres tekst fra ca. 1230 bygger på forgængerne. Snorre var den forfatter, som var mest kritisk, som skar tekst væk, lagde til, omformede og dramatiserede sin fortælling. Han kunne ikke undgå det mytiske materiale, men han tolkede og tilpassede det til sin handling. Selv om Snorre heller ikke er en pålidelig historiker i moderne forstand, er der få, som overgår ham i litterær kvalitet. Måske netop derfor skinner billedet af Olav Tryggvason så stærkt, selv i dag.
Olav Tryggvasons saga har mange dialoger, taler og spændstige fyndord, som dramatiserer og gør fortællingen levende. Nogen af de mest kendte fyndord er lagt i munden på Einar Tambeskælver under slaget ved Svold (det er kongen selv, han taler til):
Einar spændte buen for tredje gang. Da brast buen i to stykker. Da sagde kong Olav: "Hvad brast så højt der?" Einar svarede: "Norge af din hånd, konge." "Det var vel ikke så stor brist," sagde kongen, "tag min bue og skyd med den," og så kastede han sin bue til ham. Einar tog buen og trak den straks ud forbi spidsen på pilen, og sagde: "For veg, for veg er kongens bue!"
Slaget ved Svold endte med nederlag for Olav Tryggvason.

## Andre sagaer om Olav
Snorre havde et bredt kildemateriale at bygge sine sagaer på. Foruden skaldekvad og mundtlige traditioner var der skriftlige historieværker. Først og fremmest Odd munks saga om Olav Tryggvason og Kristnisaga. Andre kilder er de norske historier Historia de Antiquitate Regum Norwagiensium af Theodoricus monachus, Historia Norvegiæ og Ágrip af Nóregs konunga sögum (ca. 1190), Fagrskinna og Den større saga om Olav Tryggvason (Óláfs saga Tryggvasonar en mesta) ca. 1300, som findes i Flatøbogen. Desuden er Olav Tryggvason nævnt i Nóregs konungatal (Liste over Norges konger) og ikke mindst i Drabet på Olav Tryggvason (Óláfsdrápa Tryggvasonar).
Den islandske munk Odd Snorresson skrev sin Olavssaga på latin i Tingøyrar kloster på Island. Den latinske tekst er gået tabt, men den kirkelige saga kendes fra norrøne oversættelser. Odd munks saga er fuld af undergerninger og overnaturlige hændelser. Det billede, som tegnes af Olav Tryggvason, er først og fremmest den store missionskonge, som med magt gennemførte kristningen af Norge. Odd munk byggede på kristelige tekster, og de begivenheder som skildres, skal tjene til efterfølgelse og opbyggelse ved at fremstå eksemplariske, eller det modsatte – til skræk og advarsel. Sagaen er derfor en ren kristen, ekstatisk lovprisning.
Snorre Sturlassons saga om Olav Tryggvason har helt anden hensigt. Det er en rent verdslig saga, men Snorre bygger sin tekst på Odd munks tekst, som fra en historikers synspunkt har ringe værdi. Derfor er også Snorres tekst til dels præget af den samme upålidelighed, men i den grad, det har været muligt, har Snorre skabt et mere balanceret billede. Den amerikanske filolog Theodor M. Andersson har gennemgået begge sagaer og i 1977 publiceret en sammenligning mellem dem af det, som er lagt til, og det, som er trukket fra.

## Kongen som religionsstifter
Andersson nævner i sin studie fra 1977 sin forbavselse over, at så få forskere er gået tættere ind på historikeren Snorres fremstilling af religionsskiftet i Norge. Alle sagaer fra middelalderen formidler kongemagten som helt central for religionsskiftet fra hedenskab til kristendom, men nuancerne er forskellige.
Hos Odd munk sker skiftet som en mirakuløs nødvendighed. Hedenskaben er ond, og Gud griber ind ved hjælp af Olav Tryggvason. Hos Snorre er det Olav Tryggvasons store personlighed, som fremkalder skiftet. Fokus på kongens personlighed, som religionshistorikeren Gro Steinsland taler for, foretages dels for at gøre historien begribelig, dels for at legitimere bestemte forklaringstraditioner.
Kristningen af Norge er en vigtig del af rigssamlingsprocessen, som Harald Hårfagre begyndte. Både Olav Tryggvason og Olav Haraldsson kommer fra udlandet og hjembringer nye tanker og ideer. Den organiserede missionsvirksomhed er et magtmiddel for en mand med ambitioner om at blive konge.

## Bibelsk greb
Selv om Snorre Sturlasson fjerner mirakler og nedtoner Guds hånd i fortællingen, ses ikke det verdslige billede, men de bibelske forbilleder. Manglen på fakta om Olav Tryggvason har fået sagaskribenterne til at tilføje hans manglende ædle motiver helgenbeskrivelser som inspiration. Historikeren Claus Krag beskriver, hvordan sagaskribenterne bygger missionskongen fra et bibelsk forbillede:
Olavs barndom har træk fra Jesu barndom. Flugten til Egypten bliver til en flugt først til Sverige, så til Rusland; dog ikke fra Herodes, men for den onde dronning Gunhild. I eksil bliver Olav solgt som slave på samme måde som Josef. Og ligesom kong David henrettede den, som havde dræbt kong Saul, lader Olav trællen Kark henrette for at have dræbt Håkon jarl.
Til trods for de upålidelige beskrivelser er der ringe grund til at tvivle på, at Olav Tryggvason var historisk. Hans tilstedeværelse og handlinger bekræftes af skjalde som Hallfred Vandrådaskald, Skule Torsteinsson, Tord Kolbeinsson og Halldor Ukristne. Olavs fader hed Tryggve Olavsson og var småkonge, måske i Viken, måske i Opplandene. Hans mor Astrid Eriksdatter var måske fra Jæren. Det er derfor et kuriøst træk, at Snorre lader Olav optræde under dæknavn, da en mand, som kaldte sig "Åle" og havde sin slægt i Gardariget, afsløres som Olav.
For Snorre var det af betydning, at Olav var af Harald Hårfagers æt, da det gav ham lovmæssigt krav på kongedømmet Norge, men er det hans historiske redelighed, som tvinger ham til at nævne Åle ved navn? Er det en hentydning om, at Olav ikke var Tryggves søn, men en ukendt, norrøn mand fra det nuværende Rusland?
Betegnende er det, at store dele af Olav Tryggvasons saga egentlig er Håkon jarls saga. Snorre afslutter Håkon jarls saga, da det kronologisk passer at introducere Olav Tryggvason i fremstillingen; men Håkon jarls rolle fortsætter med tyngde i Olav Tryggvasons saga. Faktisk står de mest betydelige hændelser om Håkon jarl i denne saga, ikke i hans egen saga, som tiden i Danmark og slaget mod jomsvikingerne ved Hjørungavåg. Overgangen fra Håkon jarls gode styre, præget af "gode år i landet og god fred for bønderne indenlands", og til Olav Tryggvasons magtovertagelse, bliver brat og er ikke specielt velbegrundet. Om det blev bedre under kong Olav og hans kristendom er vel tvivlsomt. Faktisk lægger Snorre ikke skjul på, at Olav Tryggvason er en hensynsløs konge: "...styg og grusom som få når han blev vred, og pinte sine uvenner fælt; nogen brændte han med ild, nogen lod han olme hunde rive i stykker, og nogen lemlæstede han, eller lod dem kaste ud fra høje bjerge."

## Snorres litterære greb
Snorre Sturlasson er en sagafortæller, og som sådan er hans fortællinger præget af ydre handlinger, få forklaringer, beskeden argumentation og ingen beskrivelser af personernes indre liv. Olav Tryggvasons saga er ingen undtagelse. Selv om Snorre Sturlasson manglede mange af de greb, moderne forfattere har til rådighed, var han ingen primitiv stilist. Han udnyttede til fulde de forfattergreb, han havde, og hvad personerne ikke kan udtrykke på det indre, tankemæssige plan, udtrykker de til fulde i de ydre: ikke kun i fysisk handling, men også handlingssamtaler. Dialoger, samtaler og argumentationer er ikke bare tomt snak, men udtrykker handlinger i sig selv.
Hvor end læseren går ind i Olav Tryggvasons saga, vil han møde aktører, som handler ved hjælp af ord. Aktørerne samtaler; de giver hinanden løfter og råd, og de lyver og bagtaler hinanden. Aktørerne gør noget, de handler gennem det, de siger. Det er talehandlinger, som forfatteren Terje Hillesund har uddybet i et essay fra 1994.
Hvis man trækker de dele fra, som egentlig angår Håkon jarls saga, er det fem centrale hændelser om Olav Tryggvason i hans saga: Det er Sigrid Storrådes spådom og trussel; hans kone Thyra Haraldsdatters ægning; Sigrids ægning af Sven Tveskæg; det er Sigvalde jarls svig; og til sidst – klimakset – slaget ved Svolder.
Man mærker sig, at kvinder er centrale for at udløse handlingens konflikter. Det er måske ikke historisk, men meget virkningsfuldt gjort af Snorre. Kvinderne har ikke mænds våben og magtbrug; men de har ordets magt, som de benytter med al deres sprængkraft. Ved at digte personernes talehandlinger magter Snorre på en yderst elegant måde at forklare historien ved at påvise både baggrund og årsagssammenhæng, som førte til Olav Tryggvasons fald.
Et typisk eksempel, som Terje Hillesund benytter, er Olavs mor Astrids flugt fra Jæren til Sverige med spædbarnet Olav. Eiriksønnernes moder Gunnhild ser barnet som en trussel og vil have det ryddet af vejen. Hun sender sendebuddet Håkon til Sverige og stormanden Håkon Gamle, som Astrid har søgt tilflugt hos. I citatet under er de verber og substantiver, som peger på talehandlinger markeret i halvfed (bogstaver), mens talehandlingernes indhold er markeret i kursiv (skråstillede bogstaver):
Så kom Håkon frem med sit ærinde for sveakongen. Han sagde, at Gunnhild havde sendt bud og bedt om, at kongen måtte støtte ham, så han kunne få Olav Tryggvason med til Norge. "Gunnhild vil tage ham til opfostring," sagde han. Kongen gav ham mænd med, og de red til Håkon Gamle. Håkon bad med mange venlige ord Olav om at komme med sig. Håkon Gamle svarede pænt og sagde, at moren skulle råde for, om han skulle komme med, og Astrid ville ikke for nogen pris, at drengen skulle rejse. Sendemændene tog hjem, og sagde til kong Eirik, hvordan det var gået.
Det, som ikke bliver sagt, bliver fortalt. Gunnhilds sendebud Håkon beder om, at Gunnhild får Olav til opfostring. Astrid vil ikke gå med til det. Begge ved, at der ligger mere i ordene end det, som bliver udtrykt. Gunnhild har andre motiver, og tilbuddet er ikke venligt, men det kommer først til udtryk, når man sammenligner citatet ovenfor med det næste:
Sendemændene kom til Håkon Gamle og krævede, at han skulle lade drengen følge med dem. Da han ikke var villig til dette , brugte de grove ord, lovede at han skulle undgælde, og var ondsindede.
Snorre gengiver aktørernes ønsker, krav, trusler og svar. Kun én af talehandlingerne gengives som direkte citat: "Gunnhild vil tage ham til opfostring," sagde han.

## Norsk nationalisme
Olav Tryggvasons saga er i Norden mest populær i Norge, Island og Færøerne. I Danmark og Sverige er sagaen mindre populær. Det er ikke så mærkeligt i den grad, islænderen Snorre udskælder begge nationer på det groveste:
Før slaget ved Svolder vurderer Olav Tryggvasons sine fjender. Om danerne siger han:
"De pralhalse er jeg ikke bange for, der er ikke noget mod i danerne!"
Om sveaerne (svenskerne) siger han:
"Det var bedre for svearne, at de sad hjemme og slikkede deres madskåle..."
Men når der peges på jarlen Eirik Håkonsson og hans mænd, er Olav Tryggvason ikke længere hånlig, men siger:
"Han synes vel, han har god grund til at møde os, og der kan vi vente os en hård strid. Det er nordmænd som vi selv."
Som altid, når Snorre spår, er det sandt. Olav Tryggvason jager danskerne og svenskerne væk, men dør for Eirik jarls kløgt. Både danskerne og svenskerne er underlegne til trods for, at de både er svigefulde og talmæssigt overlegne; men i Eirik jarl møder Olav sin ligemand – for Eirik er norsk som Olav selv.
Olav Tryggvason taber slaget ved Svolder, og i henhold til danske kilder endte slaget med dansk sejr. Fra norsk og islandsk side fremstilles det anderledes. Dér findes både en taber og en sejrherre, og begge er norske.